# Lagocheirus
Lagocheirus es un género de escarabajos longicornios de la tribu Acanthocinini.

## Especies
- Lagocheirus araneiformis (Linnaeus, 1767)
- Lagocheirus araneiformis curacaoensis Gilmour, 1968
- Lagocheirus araneiformis flavolineatus Aurivillius, 1921
- Lagocheirus araneiformis fulvescens Dillon, 1957
- Lagocheirus araneiformis guadeloupensis Dillon, 1957
- Lagocheirus araneiformis insulorum Dillon, 1957
- Lagocheirus araneiformis parvulus Casey, 1913
- Lagocheirus araneiformis stroheckeri Dillon, 1956
- Lagocheirus binumeratus Thomson, 1860
- Lagocheirus cristulatus Bates, 1872
- Lagocheirus delestali Toledo & Esteban, 2008
- Lagocheirus foveolatus Dillon, 1957
- Lagocheirus funestus (Thomson, 1865)
- Lagocheirus giesberti Hovore, 1998
- Lagocheirus integer Bates, 1885
- Lagocheirus jamaicensis Toledo & Hovore, 2005
- Lagocheirus kathleenae Hovore, 1998
- Lagocheirus lugubris Dillon, 1957
- Lagocheirus mecotrochanter Toledo, 1998
- Lagocheirus obsoletus Thomson, 1860
- Lagocheirus obsoletus dezayasi Dillon, 1957
- Lagocheirus plantaris Erichson, 1847
- Lagocheirus praecellens Bates, 1872
- Lagocheirus procerus Casey, 1913
- Lagocheirus rogersi Bates, 1880
- Lagocheirus rosaceus Bates, 1869
- Lagocheirus simplicicornis Bates, 1872
- Lagocheirus unicolor Fisher, 1947
- Lagocheirus wenzeli Dillon, 1957
- Lagocheirus xileuco Toledo, 1998